# سيد أندرسون
سيد أندرسون (بالإنجليزية: Syd Anderson)‏ هو لاعب كرة قدم أسترالية أسترالي، ولد في 12 مارس 1884 في North Melbourne ‏ في أستراليا، وتوفي في 1 أغسطس 1954 في Surrey Hills, Victoria ‏ في أستراليا.

## وصلات خارجية
- سيد أندرسون على موقع AustralianFootball.com (الإنجليزية)
- سيد أندرسون على موقع AFLtables.com (الإنجليزية)